# Iatrogen
Iatrogen (klassisk grekiska: "av läkare orsakat") betecknas sjukdomsbilder som orsakats av läkarvård eller sjukvård. 
Iatrogenes (från grekiskans ἰατρός, iatros, "läkare", och γένεσις, genesis, "ursprung") beskriver en situation där en eller flera läkare är ansvariga för en patients biverkningar. Merriam Websters medicinska ordbok definierar ordet som "en oavsiktlig eller undvikbar framkallning av sjukdom eller komplikationer av medicinsk behandling eller från procedurer av en läkare eller kirurg".